# Брацишево
Брацишево (пол. Braciszewo) — село в Польщі, у гміні Ґнезно Гнезненського повіту Великопольського воєводства.
Населення — 129 осіб (2011).
У 1975-1998 роках село належало до Познанського воєводства.

## Демографія
Демографічна структура станом на 31 березня 2011 року:
|          | Загалом | Допрацездатний вік | Працездатний вік | Постпрацездатний вік |
| -------- | ------- | ------------------ | ---------------- | -------------------- |
| Чоловіки | 69      | 11                 | 54               | 4                    |
| Жінки    | 60      | 14                 | 35               | 11                   |
| Разом    | 129     | 25                 | 89               | 15                   |